# Horný Lieskov
Horný Lieskov (in ungherese Felsőmogyoród) è un comune della Slovacchia facente parte del distretto di Považská Bystrica, nella regione di Trenčín.